# FICC
株式会社エフアイシーシー（英称：FICC inc.）は東京と京都にオフィスを置く、日本のブランドマーケティングエージェンシー。

## 概要
2004年2月に東京オフィスを設立。2013年1月に京都オフィスを設立。
企業のブランド戦略の立案からマーケティングマネジメント、IMC・プロモーション実行、そしてデータマネジメント戦略や体制構築のコンサルティングなど、幅広い領域でブランドビジネスを成功へと導くためのサービスを展開している。